# Jeux paralympiques d'hiver de 1988
Les Jeux paralympiques 1988 (4e édition), se sont déroulés à Innsbruck en Autriche. Ils n'ont pas lieu à Calgary au Canada (lieu des JO d'hiver de 1988) en raison de difficultés financières.
À cette occasion, l'Union soviétique participe pour la première fois à cet événement.

## Les sports pratiqués[2]
- Ski alpin
- Ski de fond
- Biathlon
- Patinage de vitesse

## Tableau des médailles[3]
| Rang | Nations              | Médaille d'or | Médaille d'argent | Médaille de bronze | Total |
| ---- | -------------------- | ------------- | ----------------- | ------------------ | ----- |
| 1er  | Norvège              | 25            | 21                | 14                 | 60    |
| 2e   | Autriche             | 20            | 10                | 14                 | 44    |
| 3e   | Allemagne de l'Ouest | 9             | 11                | 10                 | 30    |
| 4e   | Finlande             | 9             | 8                 | 8                  | 25    |
| 5e   | Suisse               | 8             | 7                 | 8                  | 23    |
| 6e   | États-Unis           | 7             | 17                | 6                  | 30    |
| 7e   | France               | 5             | 5                 | 3                  | 13    |
| 8e   | Canada               | 5             | 3                 | 5                  | 13    |
| 9e   | Suède                | 3             | 7                 | 5                  | 15    |
| 10e  | Italie               | 3             | 0                 | 6                  | 9     |
| 11e  | Espagne              | 1             | 2                 | 1                  | 4     |
| 12e  | Pologne              | 1             | 1                 | 6                  | 8     |
| 13e  | Nouvelle-Zélande     | 0             | 1                 | 0                  | 1     |
| 14e  | Japon                | 0             | 0                 | 2                  | 2     |
|      | Union soviétique     | 0             | 0                 | 2                  | 2     |